# Santa Catalina Island
Santa Catalina Island, często nazywana Catalina Island lub Catalina, jest skalistą wyspą w archipelagu Channel Islands u wybrzeży Stanów Zjednoczonych w stanie Kalifornia.
Powierzchnia wyspy wynosi 194,19 km².
Catalina położona jest około 35 km na południowy zachód od San Pedro w hrabstwie Los Angeles. Populacja według danych z roku 2000 wynosiła 3696 osób, z których większość (85%) mieszka w jedynym na wyspie mieście Avalon (3127 mieszkańców). Wyspa ma całkowitą gęstość zaludnienia 19,03/km². Większością powierzchni wyspy administruje Catalina Island Conservancy – urząd ochrony przyrody.